# Simone Simons
Simone Simons (Hoensbroek, 17. siječnja 1985.) nizozemska je pjevačica, najpoznatija kao glavni vokal nizozemske simfonijske metal grupe Epica.

## Životopis
Simons se počela zanimati za glazbu s deset godina i nakon što je preslušala Nightwishov album Oceanborn s petnaest nakon čega je počela pohađati satove klasičnog pjevanja. Nekoliko godina je pjevala u zboru, a 2002. se priključila Epici nakon što je tada bila u vezi s gitaristom sastava Markom Jansenom i bila tekstopisac sastava zajedno s njim. 2013. se udala za Olivera Palotaia iz sastava Kamelot te rodila sina Vincenta.
Najdraže joj je izvoditi pjesmu "Reprendo mai piu" od Emme Shapplin.

## Diskografija
S Epicom
Albumi
- The Phantom Agony (2003.)
- Consign to Oblivion (2005.)
- The Score – An Epic Journey (2005.)
- The Divine Conspiracy (2007.)
- Design Your Universe (2009.)
- Requiem for the Indifferent (2012.)
- The Quantum Enigma (2014.)
- The Holographic Principle (2016.)

Singlovi i EP
- "The Phantom Agony (EP)" (2003.)
- "Feint" (2004.)
- "Cry for the Moon" (2004.)
- "Solitary Ground" (2005.)
- "Quietus" (2005.)
- "Never Enough" (2007.)
- "Chasing the Dragon" (2008.)
- "Unleashed" (2009.)
- "The Solace System" (2017.)

DVD-ovi
- We Will Take You with Us (2004.)

Glazbeni video
- The Phantom Agony (2003.)
- Feint (2004.)
- Cry for the Moon (2004.)
- Solitary Ground (2005.)
- Quietus (2005.)

Ostalo
- Cry for the Moon (Demo, 2003.)
- The Road to Paradiso (Knjiga i kompilacija, 2006.)